# Canal 4 (Uruguay)

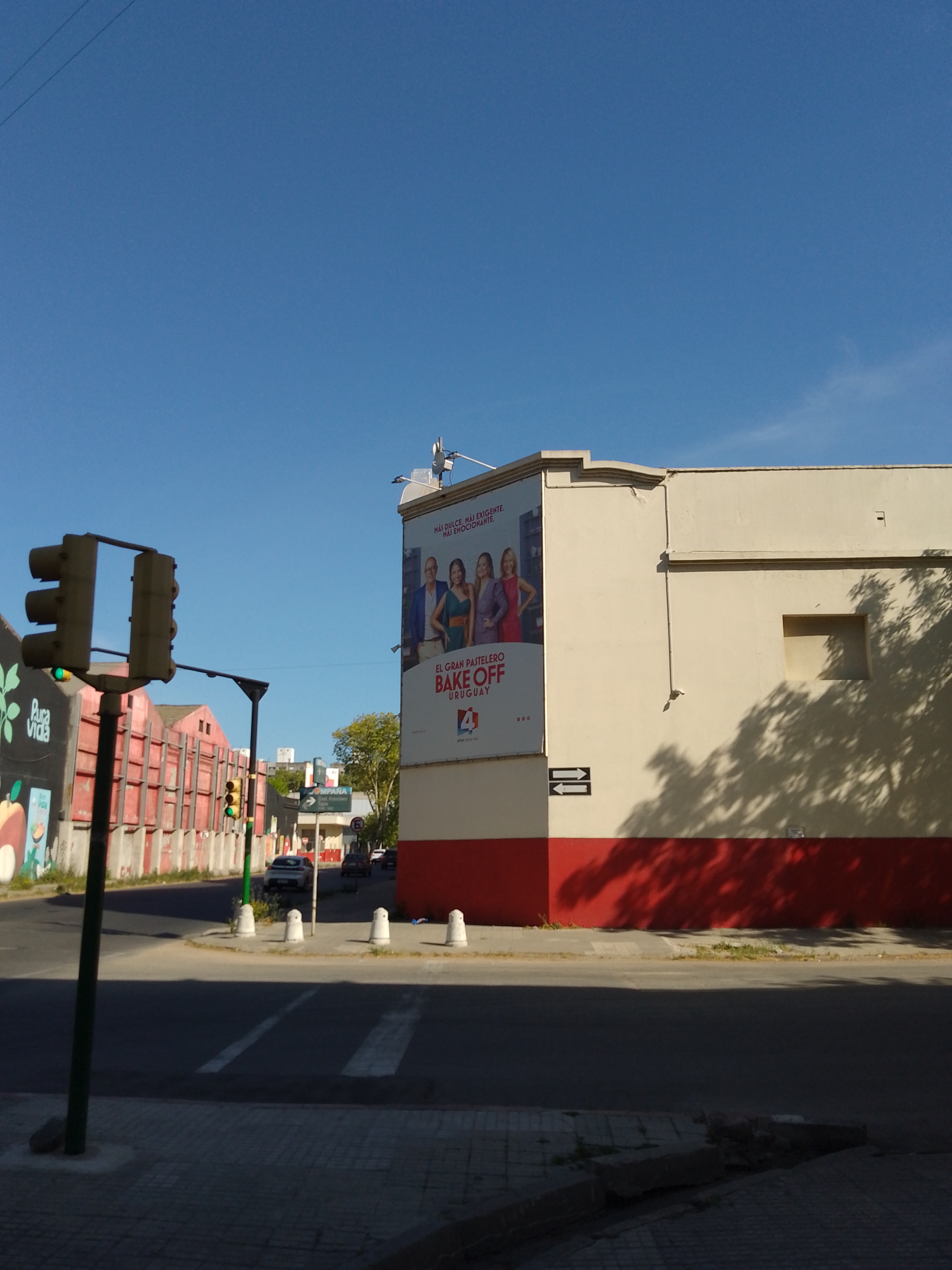
Estudios de Canal 4 en La Aguada, anunciando el estreno de Bake Off Uruguay.

Canal 4 (anteriormente conocido como Monte Carlo TV) es un canal de televisión abierta uruguayo que transmite desde la localidad de La Aguada en Montevideo. Su programación es generalista, para todos los públicos.  
Inició sus transmisiones el 23 de abril de 1961, siendo el segundo canal más antiguo del país, y el octavo en toda Latinoamérica. Es propiedad del Grupo Monte Carlo, antes llamado Grupo Romay - Salvo.
Desde 2020 cuenta con una señal internacional, Canal 4 Internacional, disponible en operadoras de pago de la región, y también por vía streaming.

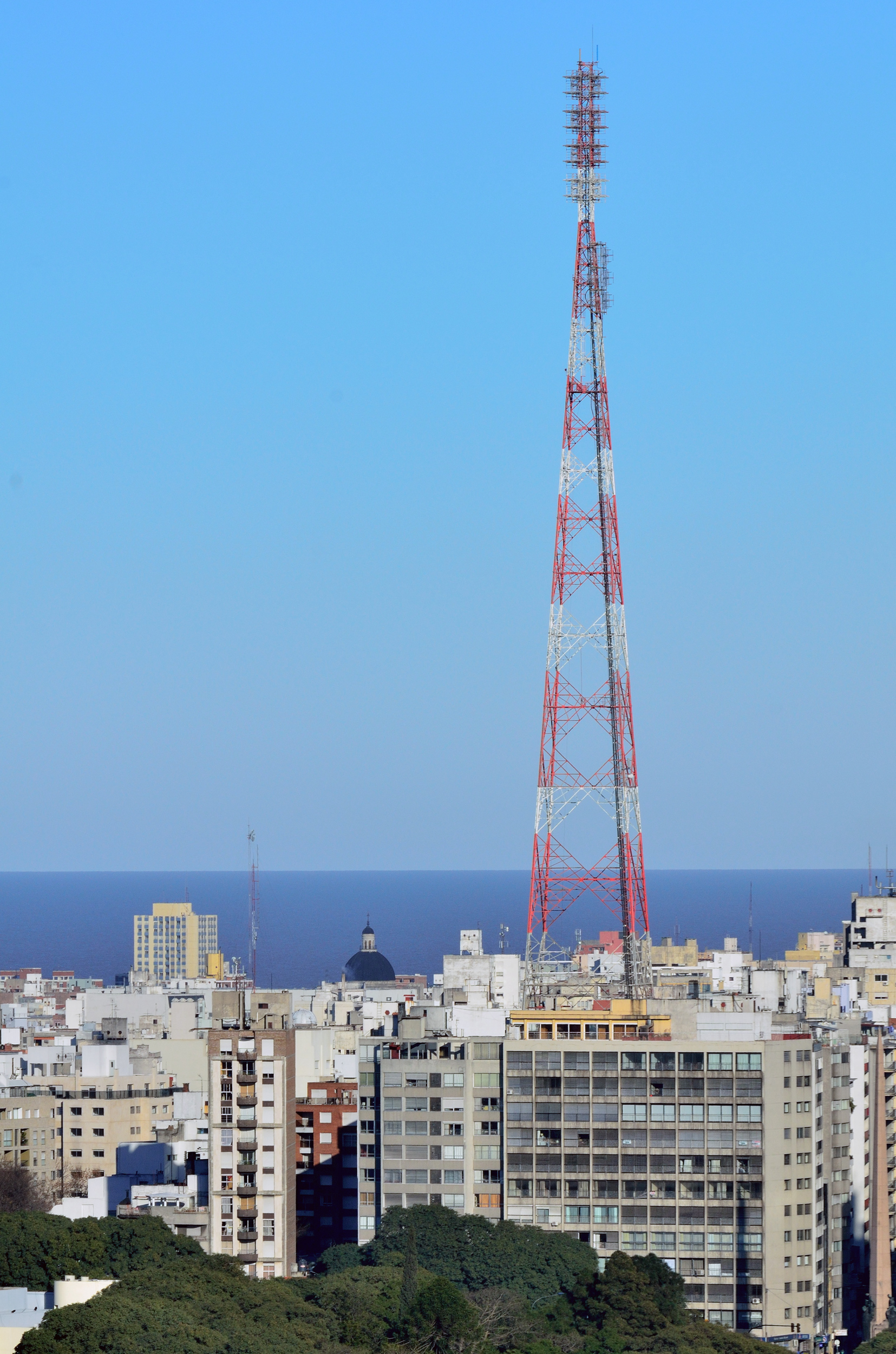
Antena de Canal 4 situada sobre la Avenida 18 de Julio en Montevideo.

## Historia

### Creación e inicios
En 1960, Hugo Romay, junto con el apoyo de su madre Elvira Salvo; ambos hijo y esposa del empresario y fundador de Radio Monte Carlo, deciden poner en marcha el trabajo que llevaría en la creación y fundación del Canal 4; el segundo en la historia de Uruguay. Dicho esfuerzo culminaría un 23 de abril de 1961, día en que Monte Carlo Televisión Canal 4 inicia sus transmisiones desde los estudios ubicados en la avenida 18 de Julio esquina Eduardo Acevedo, mientras que la antena transmisora se ubicaba en la cúpula del Palacio Salvo, en ese entonces propiedad de la familia homónima. 
En el año 1968, comienza a emitirse por primera vez el noticiero central, Telenoche 4, actualmente llamado Telenoche, creado y conducido por el periodista Carlos Giacosa. 

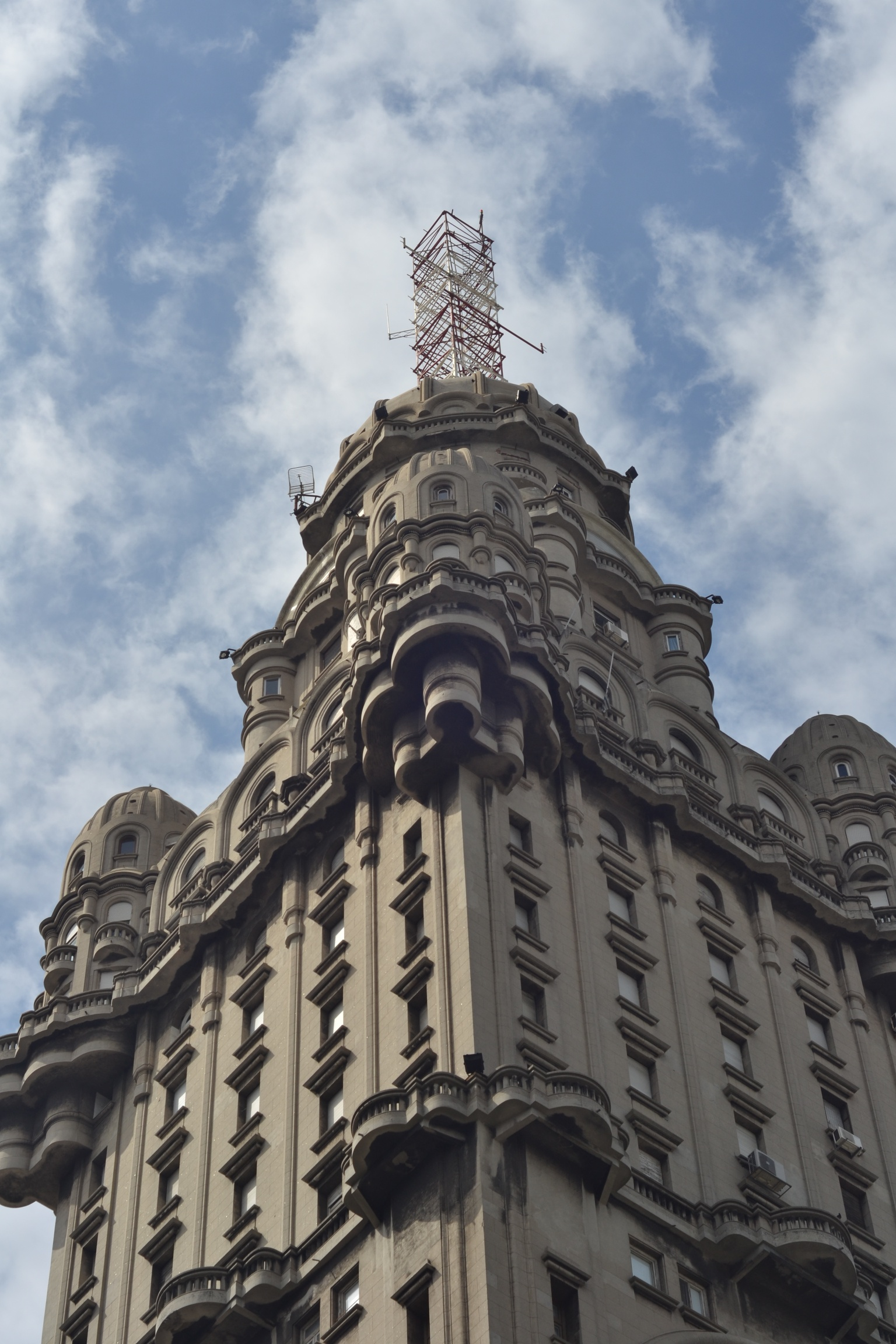
El emblemático Palacio Salvo, en su cúpula puede observarse la vieja antena del canal

Seis años más tarde, en 1976, el canal muda sus estudios a la ubicación actual de Paraguay y Freire. El local de 18 de Julio y Eduardo Acevedo quedaría vacío por varios años. Además, fue el primer canal en emitir un programa político de debate en medio de la dictadura cívico-militar del país, previo al plebiscito constitucional de 1980.

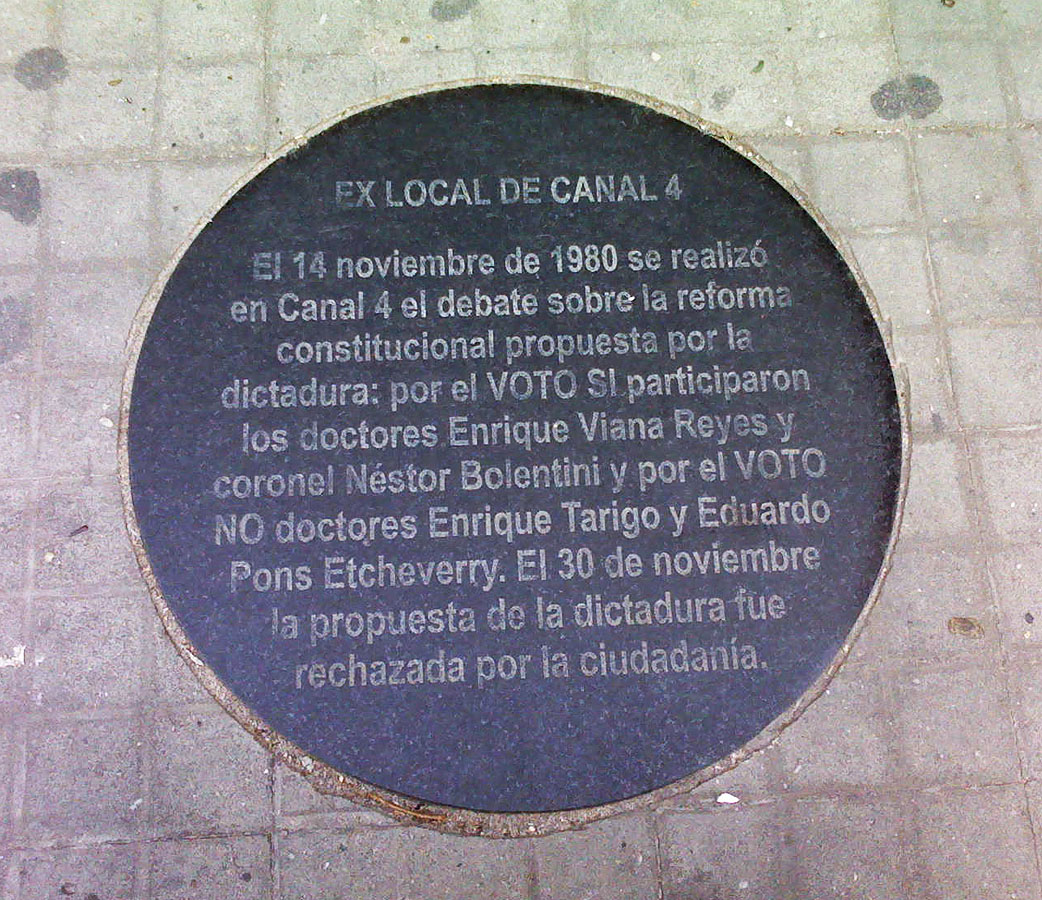
Marca de la Memoria sobre el exlocal de Canal 4, conmemorando el debate ocurrido allí por la Reforma Constitucional propuesta por la dictadura militar

En 1981, el canal comienza a emitir en color, dejando atrás los tiempos de blanco y negro. En 1982 inician las transmisiones de la Fórmula 1, ediciones que se emitieron de forma ininterrumpidas hasta el año 2012. 
En 1987 se empieza a construir la nueva antena transmisora ubicada en 18 de Julio y Acevedo Díaz, que reemplazaría a la vieja antena que se encontraba en la cima del Salvo. 
En 1990, el canal es el primero en aplicar técnicas digitales en su transmisión. Anteriormente todo el tratamiento de audio era analógico con el empleo de grabadores de cinta de distintos tipos, pero a partir de este momento comienza la aplicación de técnicas digitales en el audio de tandas comerciales y en el procesamiento dentro de sus controles. El procesamiento y almacenamiento de audio en disco duro revolucionó y simplificó la operación permitiendo un manejo sencillo con calidad digital. Un año después, en 1993 se inician las transmisiones del Centro Monte Carlo de Noticias, el estudio principal de Telenoche. En 1994 se transmiten la totalidad de las tandas comerciales almacenadas digitalmente en disco duro y se ponen en servicio las primeras cámaras de procesamiento digital. Desde entonces, todas las nuevas cámaras adquiridas poseen estas características.
En 1997 se completó la construcción y puesta en marcha de una unidad móvil dotada de todos los adelantos en la materia y con posibilidades técnicas y operativas únicas en el país. Se dispone de una estación estable de 5 cámaras digitales de última generación. Además el área de noticias comenzó a operar con equipamiento digital DVCPRO en un 100%, sin transiciones ni etapas intermedias y todo el noticiero pasa a generarse y editarse digitalmente. En 1998 tal como en el área de noticias, en producción se pasa a operar con el sistema de grabación y edición estándar DVCPRO. A tal fin se incorporan cámaras digitales en este formato conjuntamente con editores tipo laptop, de características digitales y no lineales. Equipamientos como el Virtual Replay han permitido enriquecer las transmisiones de fútbol y lograr un gran destaque como se pudo apreciar durante las emisiones del Copa Mundial de Fútbol de 1998. En 1999 se adquiere el equipamiento necesario y se procede a su montaje llegándose así a la materialización del primer SNG (Satellite News Gathering), el primer up link satelital móvil puesto en servicio por un canal de televisión de Uruguay. Su experiencia posibilita la cobertura de todo tipo de eventos, en cualquier lugar y horario, así como la posibilidad de emitir señales hacia cualquier país del mundo a través de los satélites Nahuelsat, Pas 3, Hispasat e Intelsat. Con motivo de la Primera Exposición Convergencia Mercosur 99 Monte Carlo Televisión hizo la presentación de la primera transmisión digital de alta definición generada en Uruguay.

### Década de 2000
En el comienzo de siglo se amplía y mejora la red de iluminación en el Centro Monte Carlo de Noticias. Se proyecta, adquiere e instala un sistema de up link fijo para emisiones satelitales desde estudios. Se incorpora instrumental especializado de alto valor para trabajos en técnicas digitales. 
El 25 de septiembre de 2009 deja de trasmitir en forma libre (FTA) en el satélite HISPASAT 1D, ya que su señal pasó a estar codificada, por lo que se hace necesario adquirir una tarjeta decodificadora y pagar una mensualidad para ver su señal vía satélite.

### Década de 2010
En 2011 adquiere una unidad móvil satelital HD con 11 cámaras; por ese motivo se renueva la escenografía del Centro Monte Carlo de Noticias y Buen día Uruguay, entre otros. También realizó la primera transmisión en 3D (Anáglifo - color split). La misma fue la apertura del programa Buen día Uruguay. En 2012 su señal está en formato libre (FTA) en el satélite HISPASAT 1D a SES 6. Comienza la obra de modificación de la parte superior del soporte del mástil para permitir el montaje de la antena TDT quedando esta en el punto más alto.
En 2013, comienza con las emisiones de programas propios en HD, tales como Algo Contigo, Buen día Uruguay, Telenoche, etc. Se realizan las primeras emisiones de prueba en HD en el canal 29 de UHF. En 2014 se procede a una renovación completa del canal, produciendo sus programas propios en alta definición (HD) y saliendo desde el máster de la señal digital.
Por temas relacionados con la compra de los derechos de la Copa América 2015, la señal HD es subida al satélite Hispasat 1D, con el objetivo de que los cableoperadores del interior la incorporen en sus paquetes. 
En 2017, la señal SD pasa a emitir en 16:9 SDTV, trasladando los gráficos fuera de la safe-zone.

### Nueva imagen
El 19 de marzo de 2019, se produce un cambio de imagen, retomando la antigua denominación de Canal 4, luego de haberlo abandonado hacía 18 años. En esta ocasión, se estrenó además la canción institucional, interpretada por Braulio Assanelli, ganador de la Voz Argentina 2018.
En el marco de la Noche de la Nostalgia, celebrada los 24 de agosto de cada año, el canal puso en pantalla otro logotipo basado en aquel que utilizó durante los años 90. Bajo el logo aparecían las consignas: "¡Feliz Nostalgia!" (usada en 2019) y "Nostalgia responsable", estrenada en 2020 con el objetivo de concientizar a la población sobre la aún presencia del coronavirus, y así evitar fiestas que pudieran desencadenar brotes de casos positivos. En el año 2020 fue estrenado el ciclo “Los Especiales de Cristina Moran” el cual anticipaba el retorno de Cristina Morán a la televisión. El ciclo contó con la participación de ex presidentes de la República y otras personalidades destacadas del país. 
En el año 2021 estreno por primera vez el reality  Bake Off Uruguay, el cual ya cuenta con tres temporadas en emisión. En 2022 se estrenaron la versión uruguaya de ¡Ahora caigo!, conducido por Gustaf van Perinostein junto a Agustina Morales, y la versión local de precio Justo, conducido por Luis Alberto Carballo.En el año 2023 ambos programas iniciaron su segunda temporada, aunque en el caso de El Precio Justo, el formato fue remplazado por el Precio Justo deluxe, ambos programas se suman a los ya existentes, 8AM, programa que sustituyó en 2023 al histórico Buen día,  Vamo' arriba, Algo Contigo, en su temporada número 13, Bien con Lourdes, De la Tierra al Plato, en Foco, entre otros. 

## Informativos
Desde 1968, Telenoche es el informativo central del canal. En la actualidad cuenta con tres emisiones a lo largo del día:
- Teledía Primera Hora: Una edición matutina creada  como sustitución de Telebuendía, es conducida por Viviana Aguerre y Federico Paz. Se emite de lunes a viernes a las 6:55.[9]

- Teledía: Edición creada en los años noventa y conducido en la actualidad por Yisela Moreira y Roberto Hernández, a partir de las 12:30 de lunes a viernes. Los sábados es conducido por Leonardo Pedrouza, y los domingos por Mariela Martínez.

- Telenoche: Presentado por el periodista  Jaime Clara. Anteriormente era conducido por Fernando Vilar, Daniel Castro y Marcelo Irachet. Esta edición se emite de lunes a viernes, minutos antes de las 19:00.[10]

- Telenoche Sábado: Conducido por Nicolás González Blanc y Natalia Gemelli. [11]

- Telenoche Domingo: Conducido por Laura Rodríguez y Santiago Wilkins.

Anteriormente, existía una cuarta entrega informativa denominada "Telenoche segunda edición", en donde se hacía un raconto de los principales acontecimientos importantes del día. Dejó de emitirse, tal como sucedió con las emisiones en este horario de los otros informativos de otros canales de Montevideo.

## Históricos comunicadores
| - Fernando Vilar - Victor Hugo Pedroso - Carlos Giacosa (†) - Víctor Hugo Morales - Carlos Muñoz Escobal - Carolina Domínguez - Eduardo "Lalo" Fernández - Omar Gutiérrez (†) - María Inés Machiñena Fassi - Javier Máximo Goñi | - Daniel Branaá (†) - Carolina García - Juan Carlos Scelza - Horacio Rubino - Mario Bardanca - Gustavo Perini - Soledad Ortega - Mario Uberti - Leonardo Lorenzo - Fernando Álvez | - Lila González - Isidro Cristiá - Jorge Wilson Arellano - Carlos Cáceres Alexi - Imazul Fernández - Avedis Badanián - Asadur Vaneskaian - Luis Alberto Carballo - Daniel Castro - Marcelo Irachet - Ignacio «Nacho» Álvarez - Julia Möller - Cristina Morán (†) |

## Logotipos

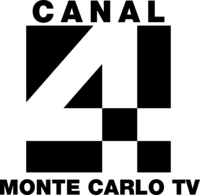
1969-1973
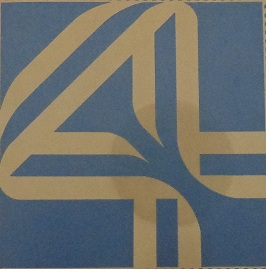
1978-1980
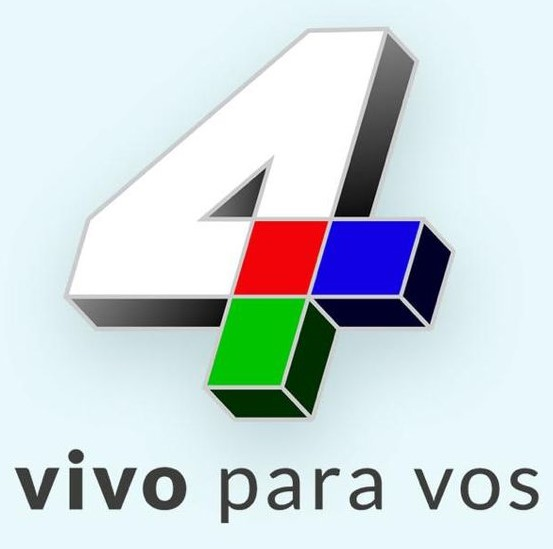
Usado únicamente el 24 de agosto de 2020 por la Noche de la Nostalgia
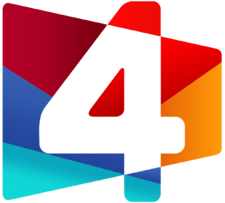
2019-ahora